# 12490 Leiden
12490 Leiden (1997 JB13) là một tiểu hành tinh nằm phía ngoài của vành đai chính được phát hiện ngày 3 tháng 5 năm 1997 bởi E. W. Elst ở Đài thiên văn Nam Âu.